# And in the Darkness, Hearts Aglow
And in the Darkness, Hearts Aglow es el quinto álbum de estudio de la cantante estadounidense Weyes Blood. Fue publicado el 18 de noviembre de 2022 a través de  Sub Pop. El álbum es el segundo de una trilogía de grabaciones que comenzó con el álbum anterior de la cantante, Titanic Rising (2019). 
And in the Darkness, Hearts Aglow recibió elogios de la crítica y fue precedido por tres sencillos: «It's Not Just Me, It's Everybody», «Grapevine» y «God Turn Me Into a Flower». Para promocionar el álbum, Weyes Blood se embarcó en la gira de conciertos In Holy Flux Tour en 2023.

## Antecedentes y lanzamiento

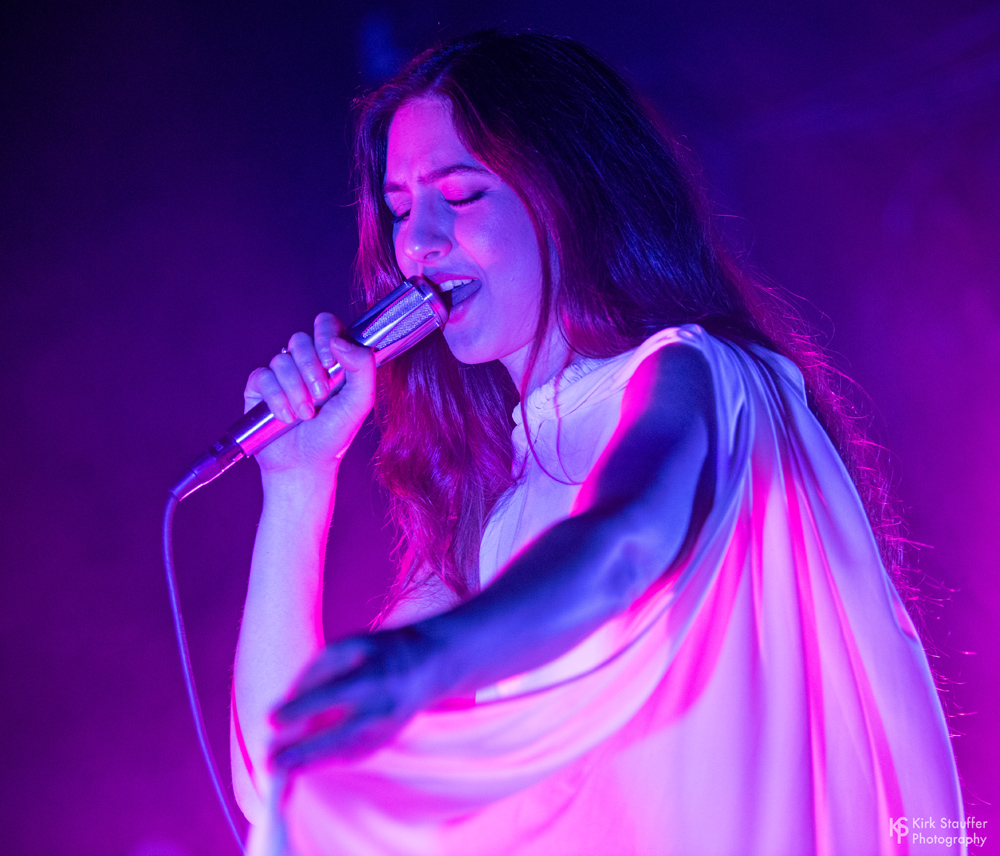
Weyes Blood cantando en la gira del álbum, en marzo de 2023.

El 12 de septiembre de 2022, Natalie Mering anunció oficialmente su quinto álbum de estudio And in the Darkness, Hearts Aglow, que se lanzará el 18 de noviembre de 2022, y publicó su sencillo principal «It's Not Just Me, It's Everybody» el mismo día. Para promocionar el álbum, se embarcará en la gira In Holy Flux Tour por Norteamérica y Europa en 2023. El segundo sencillo, «Grapevine», se publicó el 11 de octubre de 2022. El tercer sencillo, «God Turn Me Into a Flower», fue lanzado el 16 de noviembre de 2022.
El álbum es la segunda entrada en una trilogía de álbumes después de Titanic Rising (2019). Según Merring, Titanic Rising es una “observación, que hace sonar las alarmas de que la mierda se va a hundir”, mientras que And in the Darkness, Hearts Aglow es “mi respuesta personal a estar en el meollo”. El concepto original de Mering para la cubierta del álbum era darle a la luz dentro de su pecho un aspecto “más extraño”.

## Lista de canciones
Todas las canciones escritas y compuestas por Natalie Mering
1. «It's Not Just Me, It's Everybody» – 6:16
2. «Children of the Empire» – 6:03
3. «Grapevine» – 5:25
4. «God Turn Me Into a Flower» – 6:25
5. «Hearts Aglow» – 5:49
6. «And in the Darkness» – 0:14
7. «Twin Flame» – 4:22
8. «In Holy Flux» – 1:47
9. «The Worst Is Done» – 6:00
10. «A Given Thing» – 4:01

## Créditos y personal
Créditos adaptados desde las notas de And in the Darkness, Hearts Aglow.
Personal técnico
- Natalie Mering – producción
- Jonathan Rado – producción (1–9)
- Rodaidh McDonald – producción (10)
- The Lemon Twigs: 
  - Michael D'Addario – batería (2, 3, 5)
  - Brian D'Addario – guitarras, Wurlitzer (2, 3, 5)
- Daniel Lopatin – teclado (4)[7]
- Drew Erickson – órgano, arreglista
- Ben Babbitt – arreglista
- Kenny Gilmore – mezclas
- Chris Allgood – masterización
- Emily Lazar – masterización

Diseño
- Natalie Mering – arte conceptual
- Elijah Funk – arte conceptual, diseño
- Neil Krug – arte conceptual, fotografía
- Dusty Summers – diseño

## Historial de lanzamiento
| Región | Fecha                   | Formato                                 | Discográfica | Ref.  |
| ------ | ----------------------- | --------------------------------------- | ------------ | ----- |
| Varios | 18 de noviembre de 2022 | Casete CD descarga digital LP streaming | Sub Pop      | [ 8 ] |